# Arco Felice

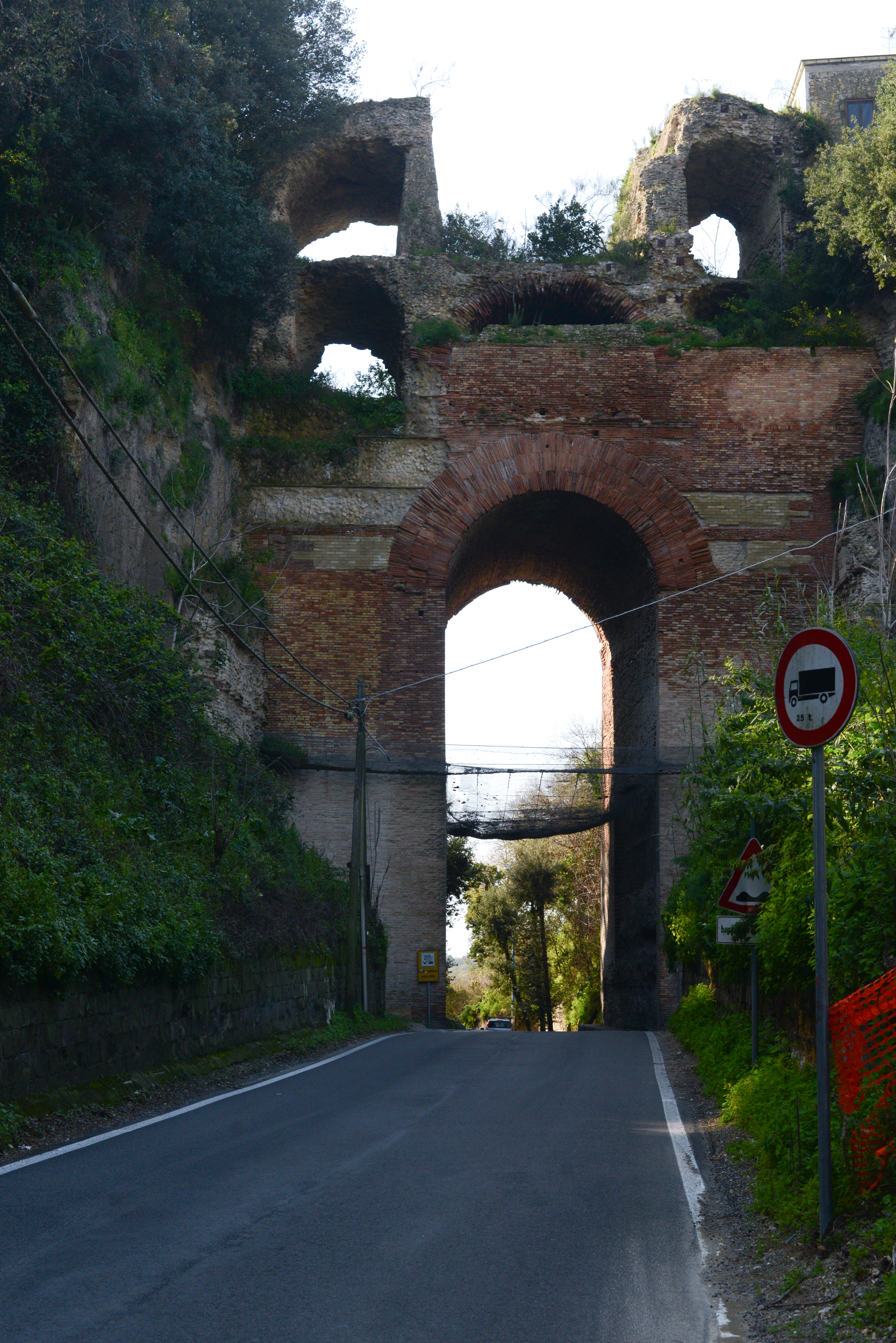
Az Arco Felice 2018-ban

Az Arco Felice egy 20 méter magas és 6 méter széles kapuszerű ív a Pozzuoliból Cuma felé vezető Via Domitiana mentén.

## Építésének története
Amikor a rómaiak megépítették a Rómát Brundisiummal összekötő Via Appiát elkészült a Nápolyi-öböl egyik legjelentősebb városának, Cumaenak a bekötőútja is. Miután Cumae hanyatlásnak indult és regionális központi szerepét Puteoli vette át, szükségessé vált a Via Appia további meghosszabbítása a várost körülvevő mocsaras vidéken át. Domitianus császár parancsára megépült a tengerparton végighúzódó út, mely nevét viseli (Via Domitiana), mely aztán felkapaszkodott a Cumae és Puteoli közötti 100 méter magas dombra (Monte Grillo). A domb két csúcsa közötti hajlatot mélyen bevágták, részben azért, hogy csökkentsék az út emelkedőjét, részben pedig azért, hogy lehetővé tegyé a földművelést a domb tetején. Ekkor (i. sz. 95) épült az Arco Felice, viaduktszerű átjáróként a két csúcs között. Pozzuoli felé haladva az Arco Felice jobb oldalán fekszik az Avernói-tó, melyben Vergilius szerint az alvilág lejárata található.